# Пелаго
Пелаго (итал. Pelago) је насеље у Италији у округу Фиренца, региону Тоскана.
Према процени из 2011. у насељу је живело 1061 становника. Насеље се налази на надморској висини од 314 м.

## Становништво
Према резултатима пописа становништва 2011. у општини је живело 7.509 становника.
| 1936. | 1951. | 1961. | 1971. | 1981. | 1991. | 2001. | 2011. |
| ----- | ----- | ----- | ----- | ----- | ----- | ----- | ----- |
| 7.008 | 6.942 | 6.632 | 6.989 | 6.958 | 7.218 | 7.270 | 7.509 |

## Партнерски градови
- Beit Sahour
- Модаутал